# El Tina
El-Tina ou Tineh est une localité d'Égypte située à 3 km au nord-ouest de Péluse. C'était autrefois un port de la Méditerranée, mais il se trouve aujourd'hui à 3 km dans les terres.
Sous les Fatimides, El-Tina était le port de Péluse, mais il perdit de son importance après la destruction de cette ville par Baudouin de Boulogne en 1117.
En 1425, le sultan Barsbay fortifia la ville, et en 1509 le sultan Qânsûh Al-Ghûrî y construisit un fort, le Qalat el-Tina, dont le plan (deux octogones l'un dans l'autre) est unique dans l'architecture islamique.